# STCW-Übereinkommen
Das Internationale Übereinkommen über Normen für die Ausbildung, die Erteilung von Befähigungszeugnissen und den Wachdienst von Seeleuten (STCW-Übereinkommen von engl. International Convention on Standards of Training, Certification and Watchkeeping for Seafarers) ist eine UN-Konvention, die 1978 durch die International Maritime Organization entstand. Aktuell gültige Version ist das 1995 geänderte STCW-Übereinkommen (STCW 95), das wiederum zwischenzeitlich mehrfach kleinere Änderungen erfuhr.

## Hintergründe
Das STCW-Übereinkommen sollte international vergleichbare Standards in der Ausbildung von Seeleuten schaffen. Dafür wurden auch die vielen unterschiedlichen nationalen Befähigungsnachweise nach und nach vereinheitlicht. Das Übereinkommen enthält auch allgemeine Verfahrensanweisungen für im Wachdienst (Brücke, Maschine, Ladungsumschlag) eingesetztes Personal.
Das STCW-Übereinkommen gilt auch für Schiffe aus Flaggenstaaten, die das STCW-Übereinkommen nicht ratifiziert haben, sofern sie den Hafen eines Vertragsstaates besuchen.
Die Besichtiger der Hafenstaatkontrolle (in Deutschland die BG Verkehr, Dienststelle Schiffssicherheit) prüfen unter anderem, ob die Vorgaben des STCW-Übereinkommens eingehalten werden.

## Geltungsbereich
Der STCW-Code gilt auf allen Schiffen, deren Flaggenstaat das STCW-Übereinkommen ratifiziert haben, sowie auch auf allen anderen Schiffen, die einen Hafen oder das Hoheitsgebiet eines Vertragsstaates anlaufen.
Das Übereinkommen gilt nur auf Handelsschiffen, nicht auf Marine- und Behördenschiffen, Fischereifahrzeugen und Privatyachten.

## Aufbau
Der STCW-Code besteht aus dem verbindlichen Teil A und dem Teil B, welcher lediglich Empfehlungen enthält.
Im Teil A befinden sich folgende acht Kapitel:
- Kapitel I:

Allgemeine Bestimmungen, wie Anerkennungsvermerke, Verlängerungen und Gültigkeitsdauern sowie Gesundheitsnormen
- Kapitel II:

Nautische Befähigungszeugnisse für Kapitän, nautische Offiziere und wachbefähigte Decksbesatzung
- Kapitel III:

Technische Befähigungszeugnisse für Leitenden Ingenieur, technische Ingenieure und wachbefähigte Maschinenbesatzung. Außerdem wird ab 2017 in Kapitel III die Zertifizierung des Elektrotechnischen Schiffspersonals (STCW III/6 und III/7) geregelt.
- Kapitel IV:

GMDSS-Zeugnisse
- Kapitel V:

Zeugnisse für den Dienst auf besonderen Schiffstypen wie Tankern (STCW V/1), Fahrgastschiffen (STCW V/2) oder Schiffen, die dem IGF-Code unterliegen (STCW V/3).
- Kapitel VI:

Zeugnisse im Zusammenhang mit der Arbeitssicherheit (STCW VI/1), Rettungsbootsmann (STCW VI/2) oder auch der Gefahrenabwehr (STCW VI/6, siehe ISPS-Code)
- Kapitel VII:

Alternative Zeugnisse, wie die Zertifizierung der Schiffsmechaniker (STCW VII/2)
- Kapitel VIII:

Zeugnisse in Zusammenhang mit dem Wachdienst

## Befähigungszeugnisse

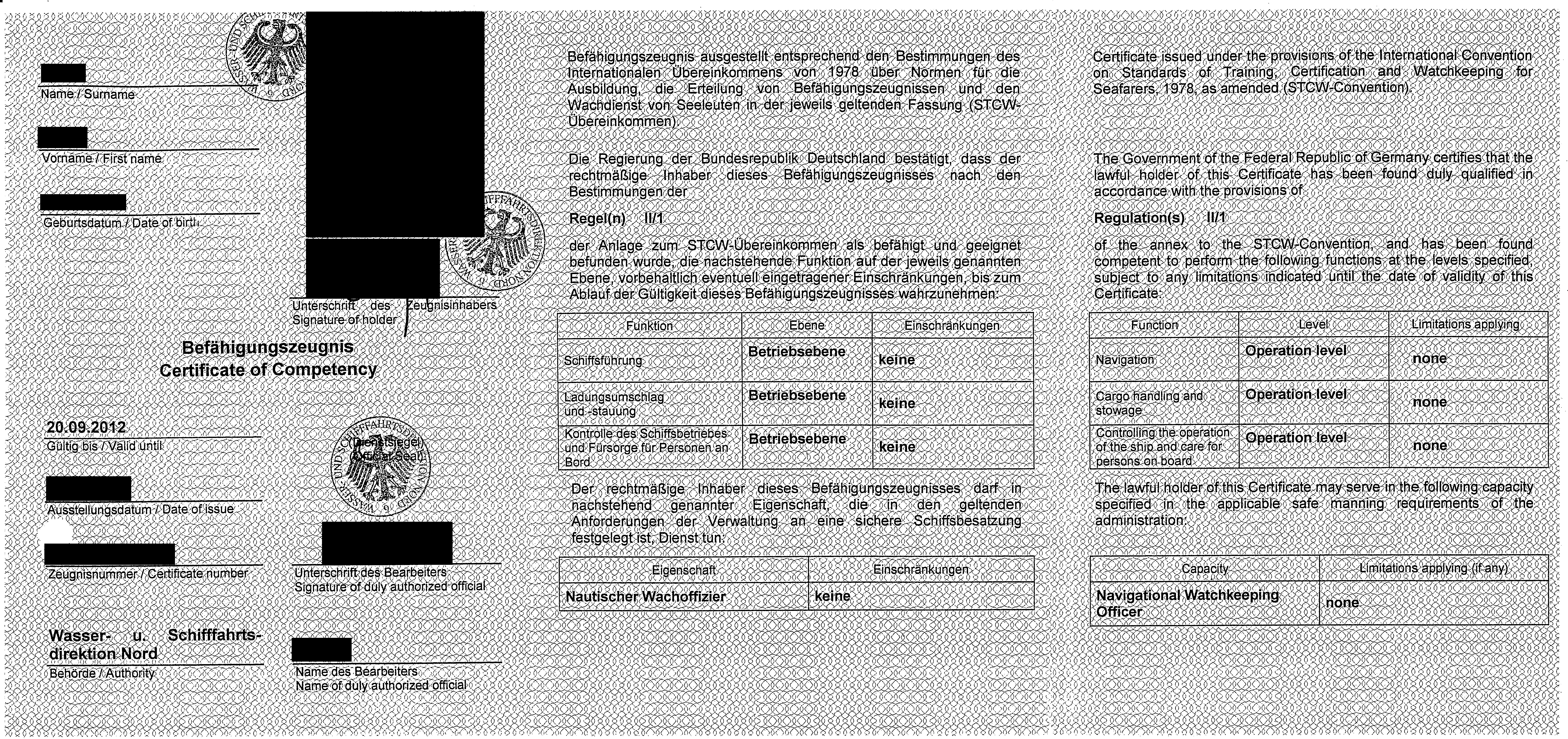
Beispiel eines vom BSH ausgestellten Zertifikates gemäß STCW II/1

Im STCW-Code sind ebenfalls die Befähigungszeugnisse für diverse Ränge festgelegt.
Hier wird nach folgendem Muster verfahren:
- Einteilung in Abteilungen
  - Abteilung I für Fischerei
  - Abteilung II für Deck bzw. Nautik
  - Abteilung III für Maschine
- Einteilung in Ebenen (Level)
  - 1 = Betriebsebene (Operational)
  - 2 = Führungsebene (Management)
  - 3 = unter 500 BRZ (bei II) bzw. unter 3.000 kW (bei III)
  - 4 = Mannschaften (Ratings)
  - 5 = befähigte Schiffsleute (Able Bodied)

Daraus ergeben sich die bekannten STCW-Kürzel, einige Beispiele:
- Kapitän = STCW II/2
- Nautischer Wachoffizier = STCW II/1
- Leitender Ingenieur = STCW III/2
- Schiffsleute, die Brückenwache gehen = STCW II/4
- Matrose mit Brief = STCW II/5
- Schiffsmechaniker = STCW II/5 und STCW III/5, zusammengefasst unter STCW VII/2

In manchen Ländern fällt das Befähigungszeugnis mit dem Seeleute-Ausweis zusammen.